# 宮沢くるみ
宮沢くるみ （宮沢 くるみ、1996年3月31日 - ）は日本のグラビアアイドルであり、女性アイドルグループ・BLESSの元メンバーである。埼玉県出身。

## 来歴
アルファコアに在籍していた。2011年4月、アイドルグループ「BLESS」の結成に加わるとともに、1stイメージDVDをリリース。以後はBLESSとしての活動が主体となった。
2012年11月、ウェスタに移籍。2014年1月にBLESSの実質的な解散（後にメンバー全員を入れ替え再始動）に伴い同グループでの活動を終了した。

## 活動

### 番組
- お台場TV 東京まっくす土曜日 BLESS-TV レギュラー出演[6]
- マジすか学園2

### 舞台
- CHANGE～無い物強請りの果てに～　（2013年12月6日～8日、制作：ステージアクト、武蔵野芸能劇場）

### DVD
- 「はじめまして宮沢くるみです。」（2011年4月15日、シルク）